# Amphoe Song Phi Nong

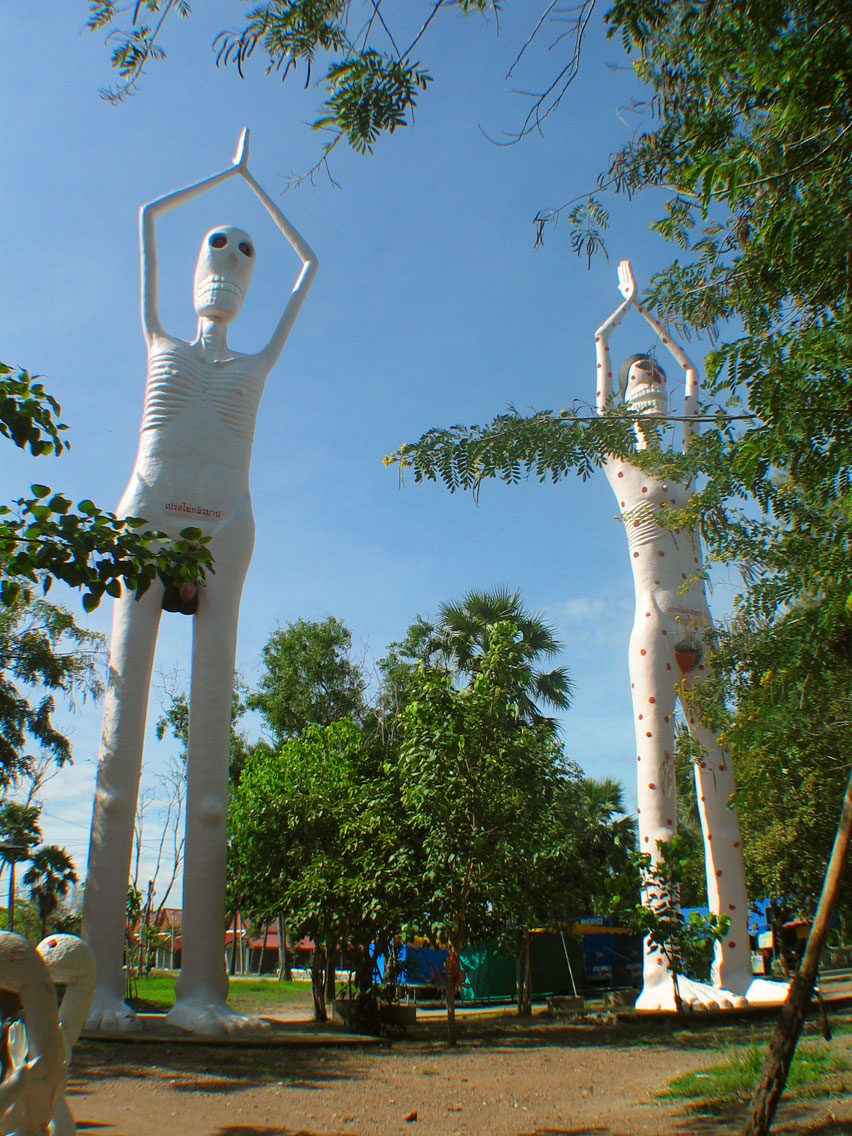
Skulptur von Hungergeistern im Wat Phai Rong Wua

Amphoe Song Phi Nong (Thai: อำเภอ สองพี่น้อง, Aussprache: ʔāmpʰɤ̄ː sɔ̌ːŋ pʰîː nɔ́ːŋ) ist der südlichste Landkreis (Amphoe – Verwaltungs-Distrikt) der Provinz Suphan Buri. Die Provinz Suphan Buri liegt im westlichen Teil der Zentralregion von Thailand.

## Geographie
Die benachbarten Amphoe sind im Uhrzeigersinn von Norden aus: Amphoe U Thong und Bang Pla Ma der Provinz Suphan Buri, Lat Bua Luang der Provinz Ayutthaya, Bang Len und Kamphaeng Saen der Provinz Nakhon Pathom und die Amphoe Tha Maka und Phanom Thuan der Provinz Kanchanaburi.

## Geschichte
Der Bezirk wurde 1896 gegründet. Er war zuvor ein Teil des Bezirks U Thong.
Die Hauptwasserressource von Song Phi Nong ist der Mae Nam Tha Chin (Tha-Chin-Fluss), auch Mae Nam Suphan (Suphan-Fluss) genannt.

## Sehenswürdigkeiten
- Wat Phai Rong Wua (วัดไผ่โรงวัว), skurriler Tempelbezirk (Wat) auf riesigem Gelände. Geboten wird hier zum Beispiel eine Nachbildung des Mahabodhi-Tempels (das Original steht in Bodhgaya, Indien), zahlreiche, teilweise überlebensgroße Buddha-Statuen und ein Skulptur-„Garten“ mit detailreichen Darstellungen von Bewohnern (Hungergeister) der verschiedenen buddhistischen Höllen, während der Besucher aus allgegenwärtigen Lautsprechern mit mystischer Musik berieselt wird.

## Verwaltung

### Provinzverwaltung
Der Landkreis Song Phi Nong ist in 15 Tambon („Unterbezirke“ oder „Gemeinden“) eingeteilt, die sich weiter in 140 Muban („Dörfer“) unterteilen.
| Nr.  | Name            | Thai        | Muban | Einw.  |
| ---- | --------------- | ----------- | ----- | ------ |
| 01.  | Song Phi Nong   | สองพี่น้อง     | 0-    | 12.894 |
| 02.  | Bang Len        | บางเลน      | 07    | 07.099 |
| 03.  | Bang Ta Then    | บางตาเถร    | 18    | 15.443 |
| 04.  | Bang Takhian    | บางตะเคียน   | 08    | 05.634 |
| 05.  | Ban Kum         | บ้านกุ่ม       | 06    | 03.488 |
| 06.  | Hua Pho         | หัวโพธิ์       | 14    | 09.994 |
| 07.  | Bang Phlap      | บางพลับ      | 07    | 05.116 |
| 08.  | Noen Phra Prang | เนินพระปรางค์ | 05    | 04.428 |
| 09.  | Ban Chang       | บ้านช้าง      | 05    | 03.159 |
| 010. | Ton Tan         | ต้นตาล       | 06    | 03.350 |
| 011. | Si Samran       | ศรีสำราญ     | 14    | 11.199 |
| 012. | Thung Khok      | ทุ่งคอก       | 16    | 16.103 |
| 013. | Nong Bo         | หนองบ่อ      | 09    | 05.333 |
| 014. | Bo Suphan       | บ่อสุพรรณ     | 18    | 19.031 |
| 015. | Don Manao       | ดอนมะนาว    | 07    | 05.140 |

### Lokalverwaltung
Es gibt eine Kommune mit „Stadt“-Status (Thesaban Mueang) im Landkreis:
- Song Phi Nong (Thai: เทศบาลเมืองสองพี่น้อง) bestehend aus dem kompletten Tambon Song Phi Nong.

Es gibt eine Kommune mit „Kleinstadt“-Status (Thesaban Tambon) im Landkreis:
- Thung Khok (Thai: เทศบาลตำบลทุ่งคอก) bestehend aus Teilen des Tambon Thung Khok.

Außerdem gibt es 14 „Tambon-Verwaltungsorganisationen“ (องค์การบริหารส่วนตำบล – Tambon Administrative Organizations, TAO)
- Bang Len (Thai: องค์การบริหารส่วนตำบลบางเลน) bestehend aus dem kompletten Tambon Bang Len.
- Bang Ta Then (Thai: องค์การบริหารส่วนตำบลบางตาเถร) bestehend aus dem kompletten Tambon Bang Ta Then.
- Bang Takhian (Thai: องค์การบริหารส่วนตำบลบางตะเคียน) bestehend aus dem kompletten Tambon Bang Takhian.
- Ban Kum (Thai: องค์การบริหารส่วนตำบลบ้านกุ่ม) bestehend aus dem kompletten Tambon Ban Kum.
- Hua Pho (Thai: องค์การบริหารส่วนตำบลหัวโพธิ์) bestehend aus dem kompletten Tambon Hua Pho.
- Bang Phlap (Thai: องค์การบริหารส่วนตำบลบางพลับ) bestehend aus dem kompletten Tambon Bang Phlap.
- Noen Phra Prang (Thai: องค์การบริหารส่วนตำบลเนินพระปรางค์) bestehend aus dem kompletten Tambon Noen Phra Prang.
- Ban Chang (Thai: องค์การบริหารส่วนตำบลบ้านช้าง) bestehend aus dem kompletten Tambon Ban Chang.
- Ton Tan (Thai: องค์การบริหารส่วนตำบลต้นตาล) bestehend aus dem kompletten Tambon Ton Tan.
- Si Samran (Thai: องค์การบริหารส่วนตำบลศรีสำราญ) bestehend aus dem kompletten Tambon Si Samran.
- Thung Khok (Thai: องค์การบริหารส่วนตำบลทุ่งคอก) bestehend aus Teilen des Tambon Thung Khok.
- Nong Bo (Thai: องค์การบริหารส่วนตำบลหนองบ่อ) bestehend aus dem kompletten Tambon Nong Bo.
- Bo Suphan (Thai: องค์การบริหารส่วนตำบลบ่อสุพรรณ) bestehend aus dem kompletten Tambon Bo Suphan.
- Don Manao (Thai: องค์การบริหารส่วนตำบลดอนมะนาว) bestehend aus dem kompletten Tambon Don Manao.